# Зуткулей
Зуткуле́й (бур. Зүдхэли) — село в Дульдургинском районе Агинского Бурятского округа Забайкальского края. Административный центр сельского поселения «Зуткулей».

## География
Расположено на юго-востоке района на реке Зуткулей (приток Онона), в 75 км к востоку от районного центра — села Дульдурга.

## Население
| 2002  | 2010  | 2012  | 2013  | 2014  | 2015  | 2016  |
| ----- | ----- | ----- | ----- | ----- | ----- | ----- |
| 1806  | ↘1688 | ↘1637 | ↘1569 | ↘1554 | ↘1531 | ↘1502 |
| 2017  | 2021  |       |       |       |       |       |
| ↘1482 | ↘1378 |       |       |       |       |       |

## Экономика
Колхоз «Родина», образованный в 1924 году, в настоящее время имеет статус племенного завода по разведению овец породы «Агинская». Основное направление хозяйственной деятельности — животноводство. Также осуществляются посевы пшеницы и овса.

## Образование и здравоохранение
Работает средняя общеобразовательная школа, которой в 2022 году исполнилось 100 лет. Функционируют детский сад, сельская библиотека, врачебная амбулатория.

## Культура и спорт
Имеется Дом культуры, в котором более 30 лет работает народный театр.
Хорошо развиты традиционные бурятские виды спорта — вольная борьба, стрельба из лука и конный спорт. Ежегодно проводятся военно-патриотические соревнования.

## Достопримечательности
Профилакторий «Угсахай», где есть возможность круглогодичного отдыха и лечения на местном источнике-аршане. В селе находится памятник воинам-землякам, павшим на фронтах Великой Отечественной войны

## Люди, связанные с селом
- Нима Дамдинович Цырендондоков — профессор Московской ветеринарной академии.
- Ринчинова, Билигма Жамбаловна — российская бурятская оперная певица, заслуженная артистка Бурятии, народная артистка Бурятии, солистка Бурятского государственного академического театра оперы и балета имени народного артиста СССР Г.Ц. Цыдынжапова[10].
- Ринчино Базар Ринчинович — Герой Советского Союза, в 1935 был назначен директором Зуткулейской начальной школы.